# Internetsko savjetovanje
Internetsko savjetovanje ili elektroničke konzultacije odnose se na razmjenu između vlasti i građana koji se služe internetom. To je oblik mrežne rasprave, traženja rješenja, promišljanja. Sastoji se u uporabi interneta da se od skupine ljudi dobije mišljenje o pojedinoj temi, omogućujući ustupke i ravnotežu među sudionicima. Općenito, sa skupinom ljudi se savjetuje kako bi se dobilo njihovo mišljenje o nekom pitanju, pothvatu ili politici koja se razvija ili provodi, primjerice da bi se utvrdile mogućnosti ili im se pristupilo, ili vrednovalo djelatnost koja je u tijeku. To omogućuje vladi da oblikuje politiku koja je usredotočenija na građanina.
Budući da internet stječe popularnost s javnošću koja izražava mišljenje, sudjelovanje građana u razvoju politike u virtualnom prostoru mijenja lice demokracije. Uspon interneta donio je poštapalice kao što su: e-demokracija, koja se odnosi na sudjelovanje građana u politici, državnim pitanjima i razvoju politike putem elektroničke tehnologije i interneta, i e-vlada, koji se odnose na pružanje građanima vladinih informacija i usluga preko mreže. Internetsko savjetovanje proširenje je tih pojmova. Kroz zauzimanje preko mreže, vlasti je omogućeno da provodi interaktivni dijalog s javnošću jer ima izravan put do mišljenja građana pomoću interneta.
Internetsko savjetovanje upotpunjuje klasične javne rasprave, licem u licem, i pomaže stvoriti veću transparentnost demokratskoga postupanja.
Radi poticanja internetskoga savjetovanja, u Hrvatskoj doneseni su: 
- 21. studenoga 2009.: Kodeks savjetovanja sa zainteresiranom javnošću u postupcima donošenja zakona, drugih propisa i akata,[1]
- 27. srpnja 2010.: Smjernice za primjenu Kodeksa savjetovanja sa zainteresiranom javnošću u postupcima donošenja zakona, drugih propisa i akata,[2]
- 15. srpnja 2011.: Zakon o procjeni učinaka propisa,[3]
- 14. lipnja 2012.: Uredba o provedbi postupka procjene učinaka propisa[4] i
- 15. veljače 2013.: Zakon o pravu na pristup informacijama.[5]